# Florida (Porto Rico)
Florida é uma municipalidade (município) de Porto Rico, localizada ao norte de Ciales, ao sul de Barceloneta, a leste de Arecibo, e ao oeste de Manatí. Florida é espalhada sobre uma ala e Pueblo Florida (centro da cidade e do centro administrativo da cidade). É parte da Área Metropolitana de San Juan - Caguas - Guaynabo .